# Kościół św. Andrzeja Boboli w Czekanowie
Kościół św. Andrzeja Boboli – rzymskokatolicki kościół w Czekanowie, w diecezji drohiczyńskiej.

## Historia

### Cerkiew
W 1725 w Czekanowie została wzniesiona cerkiew unicka, ufundowana przez stolnika drohickiego Baltazara Ciecierskiego. W 1861 świątynia ta podlegała dekanatowi sokołowskiemu unickiej diecezji chełmskiej. Wskutek likwidacji unickiej diecezji chełmskiej cerkiew czekanowską przymusowo zmieniono na świątynię prawosławną. Administrujący placówką ks. Klemens Wasilewski, proboszcz parafii w Gródku, niegodzący się na konwersję, został zesłany w głąb Rosji. W Czekanowie nie utworzono parafii prawosławnej, chociaż świątynia pounicka była czynna jeszcze do 1885, gdy zamknięto ją z uwagi na zły stan techniczny. W 1888 cerkiew uległa całkowitemu zawaleniu i nie została odbudowana, oznaczono jedynie miejsce po niej, wznosząc kapliczkę. Od 1894 prawosławni z Czekanowa podlegali parafii przy monasterze w Wirowie, zaś od 1900 we wsi znajdowała się filialna kaplica, usytuowana we dworze wykupionym przez tenże monaster. W 1912 w Czekanowie wzniesiono jeszcze jedną prawosławną kaplicę, położoną na miejscu unickiej cerkwi. Była ona użytkowana do momentu wyjazdu wiernych na bieżeństwo, zaś w 1919 została zrewindykowana na rzecz Kościoła rzymskokatolickiego i jedenaście lat później rozebrana.

### Kościół
W 1925 na rzecz katolików rzymskich zrewindykowana została również kaplica w pałacu w Czekanowie. Działała ona początkowo jako kaplica dojazdowa, następnie jako kaplica publiczna, zaś od 1935 - jako kościół filialny. Obecnie czynny kościół został zbudowany w latach 1953-1955 pod nadzorem ks. Zygmunta Szymczaka i rozbudowany w latach 1960-1962 z inicjatywy ks. Kazimierza Marciszewskiego. Konsekracji świątyni dokonał biskup siedlecki Jan Mazur, który też w 1990 nadał budowli rangę kościoła parafialnego.